# شهراسر
شهراسر روستایی از بخش مرکزی شهرستان طالقان در استان البرز ایران است.

## جمعیت
این روستا در دهستان پایین طالقان قرار دارد و براساس سرشماری مرکز آمار ایران در سال ۱۳۸۵، جمعیت آن ۱۰۱ نفر (۴۰خانوار) بوده‌است.

## زبان
زبان مردم شهراسر تاتی‌ست. گویش مردم همانند گویش‌ تاتی شمال شرقی قزوین در کوهپایه و رودبار الموت است.